# Fédération slovaque de football
La Fédération slovaque de football (Slovenský futbalový zväz (sk) SFZ) est une association regroupant les clubs de football de Slovaquie et organisant les compétitions nationales et les matchs internationaux de la sélection slovaque.
La fédération nationale de Slovaquie est fondée une première fois en 1938 à la suite de l'invasion du Troisième Reich. Après la Seconde Guerre mondiale, la fédération est dissoute. En 1993, elle est recréée après la dissolution de la Tchécoslovaquie. Elle est affiliée à la FIFA depuis 1994 et est membre de l'UEFA depuis 1994.